# 謝爾比縣 (田納西州)
謝爾比縣（英語：Shelby County）是美国田纳西州西南角的一個縣，西鄰阿肯色州，南鄰密西西比州，面積2,030平方公里。根據2020年美國人口普查，共有人口92萬9,744人，是全州人口最多的縣。縣治孟菲斯（Memphis）。該縣成立於1819年11月24日，縣名紀念第一、五任肯塔基州州長艾萨克·谢尔比（Issac Shelby）。